# Adók módjára behajtandó köztartozások
Az adók módjára behajtandó köztartozásokat a meg nem fizetett adótartozás mintájára, az adóbehajtás folyamatán keresztül történik, és az adóhatóság alkalmazottja hajtja végre. Ebbe a kategóriába tartoznak pl. a különböző - szabálysértési, közlekedési, végrehajtási - bírságok, a meg nem fizetett földhivatali eljárási díjak, valamint a más önkormányzatok által behajtásra átjelentett helyi- és gépjárműadók.
A behajtási cselekményekre az adózás rendjéről szóló 2003. évi XCII. törvény alapján, a bírósági végrehajtásról szóló, többször módosított 1994. évi LIII. törvényben meghatározott módon kerül sor.

## Végrehajtás megkeresésre
Az adók módjára behajtandó köztartozás jogosultja negyedévenként, a negyedévet követő hó 15. napjáig keresi meg a hatáskörrel és illetékességgel rendelkező adóhatóságot behajtás végett, ha a köztartozás összege meghaladja az 5000 forintot. Amennyiben a hátralék későbbi megfizetése veszélyeztetett, az adóhatóság soron kívül is megkereshető. Az adók módjára, behajtandó köztartozásra vonatkozó rendelkezéseket kell alkalmazni akkor is, ha az illetékességi területén folytatott végrehajtás akadálya vagy eredménytelensége esetén a köztartozás beszedésére jogosult önkormányzati adóhatóság másik önkormányzati adóhatóságot vagy illetékhivatal másik illetékhivatalt keres meg behajtás végett. A megkeresésben fel kell tüntetni a behajtást kérő és a fizetésre kötelezett azonosításához szükséges adatokat, a tartozás jogcímét, a fizetési kötelezettséget elrendelő határozat számát, jogerőre emelkedésének időpontját, a teljesítési határidőt, a tartozás összegét és esetleges járulékait, valamint annak a jogszabálynak a pontos megjelölését, amely az adók módjára való behajtást lehetővé teszi. Ha a behajtást, kérőt törvény valamely végrehajtási cselekmény foganatosítására kötelezi, annak megtörténtét a megkeresésben igazolni kell. A behajtást, kérőt az adóhatóság kötelezheti a költségminimum megelőlegezésére. A behajtást kérő igazolja a törvényben meghatározott költségminimum megfizetését.
A behajtási eljárást az adóhatóság csak pontos – szükség esetén kiegészített – adatok alapján, illetőleg a költségminimum megelőlegezése után indítja meg. A megkeresést követő változásról a behajtást kérő az adóhatóságot haladéktalanul értesíteni köteles.
Az adóhatóság a behajthatatlan tartozásról a behajtást, kérőt tájékoztatja. Amennyiben a behajtást kérőnek tudomása van a fizetésre kötelezettnek más adóhatóság illetékességi területén található vagyontárgyáról, jogosult közvetlenül ezt az adóhatóságot is megkeresni. A behajtást kérő az állami adóhatóságnak a fizetésre kötelezett adóügyeiben illetékes területi szervét keresi meg a behajtás foganatosítása érdekében, és – amennyiben arról tudomással bír – közli, hogy a fizetésre kötelezettnek az állami adóhatóság más területi szervének illetékességi területén végrehajtás alá vonható vagyontárgya van.
Az adók módjára behajtott összeget az adóhatóság haladéktalanul átutalja a behajtást kérőnek.
Az adók módjára, behajtandó köztartozásra az ingatlanon történő jelzálogjog-alapítás kivételével a végrehajtási eljárás szabályait kell alkalmazni.

### Behajthatatlan adótartozástörlése
A végrehajtási eljárást lefolytató adóhatóság  határozattal törli az adózó adótartozását, és erről a tartozást megállapító, illetőleg nyilvántartó adóhatóságot tájékoztatja, ha a tartozásért helytállni köteles személyek mindegyikével szemben lefolytatták a végrehajtási eljárást, de az nem vezetett eredményre.
A végrehajthatatlanság címén törölt adótartozást az adóhatóság határozattal újból előírja, ha a végrehajtáshoz való jog elévülési idején belül az adótartozás végrehajthatóvá válik. A határozat ellen végrehajtási kifogásnak van helye. Az esedékessé válást követő hat hónapon belül az adótartozás végrehajthatatlanság címén nem törölhető.
Az adótartozást megállapító adóhatóság a megállapított feltételek hiányában is törölheti az 1000 forintot meg nem haladó adótartozást, ha a tartozás nyilvántartása, a behajtás érdekében szükséges intézkedés megtétele a tartozással arányban nem álló költségeket eredményezne. Az így törölt tételekről az adóhatóság külön nyilvántartást vezet. Vagyis fontos kiemelni, hogy ez a típusú törlés, nem egy végleges törlés, hanem mindössze technikai jellegű. Az adószámla kivonaton ún. BHTL könyvelési tétellel kerül felkönyvelésre.